# Ochna pygmaea
Ochna pygmaea là một loài thực vật có hoa trong họ Ochnaceae. Loài này được Hiern mô tả khoa học đầu tiên năm 1896.